# Basoniscus hikurangi
Basoniscus hikurangi (лат.) — вид водяных осликов, единственный в составе рода Basoniscus и семейства Basoniscidae из надсемейства Janiroidea (Asellota, Isopoda). Глубоководное ракообразное обитает на дне Тихого океана около Новой Зеландии (на глубине около 3 км).

## Этимология
Название вида hikurangi происходит от священной горы Хикуранги, которую назвали маори, коренные жители Новой Зеландии. Такое же название носят несколько шельфовых подводных объектов, зона субдукции и плато, на котором находится подводный вулкан Палмера, где в 2002 году был собран этот вид. Название рода состоит из basal (или basis), указывающего на его базальное положение в филогении Haploniscidae и Joeropsididae, и общего слова для изопод oniscus.

## Описание
Мелкие безглазые ракообразные (длина около 3 мм) беловатого цвета. Голова широкая, без переднемедиальных ростральных выступов, усиковые вставки раздельные (не смежные), латеральный край линейный, расширяющийся кзади, без глаз или глазных долей. Переон широкий с тергальными выступами, медиально сводчатый, но латерально уплощённый; без специализации переонов, без выраженного тагмоза; латеральные края переонов сливаются с краями головы и плеотельсона. Переониты свободны дорсально и вентрально, переонит 1 и голова сочленены; переонит 7 и плеотельсон сочленены. Глубоководная изопода была обнаружена в 2002 году на плато Хикуранги в глубоководной восточной части Новой Зеландии.
Тазики расположены вентрально, не видны дорсально, расположены посередине между латеральным краем и срединной линией, не сходятся медиально в задних переонитах. Кутикулярный орган (сперматекальный проток) открывается антеродорсально на перионите 5, закрыт краем периона. Пенисы выходят медиально в плеопод I самца, прикрыты краем периионита 7. Плеон односомитный, все плеониты слиты в плеотельсон. Плеоподальная камера закрыта, расположена перед задним краем. Анус вентральный, с постанальным краем. Клипеус уплощённый спереди, выступает на дорсальный край головы, дорсально угловатый. Лабрум более мелкий и узкий, чем наличник. Антеннулы короче ширины головы, базальная часть длиннее ширины, сужается дистально. Антенна удлинённая, выступающая вперёд, створки подомера немодифицированы. Экзопод плеопода III одночленистый, короче эндопода, с бахромой тонких волосков латерально; эндопод с 3 плюмозными волосками, с большим промежутком между медиальным волоском и двумя боковыми волосками. Экзопод плеопода IV одночленистый, короче эндопода, с дистально сужающимися краями. Протопод уропода широкий, с медиальной долей, закрывающей анус; эндопод длиннее протопода, стержневидный, дистально закруглённый; экзопод крошечный, приземистый, на медиальном крае.

## Систематика
Вид Basoniscus hikurangi был впервые описан в 2024 году и выделен в отдельные монотипические род Basoniscus и семейство Basoniscidae из надсемейства Janiroidea (Asellota, Isopoda). Типовой материал (самцы и самки) был собран в 2002 году. Широкотелая, безглазая, внешне ничем не примечательная изопода была необычна тем, что обладала признаками, характерными для двух разных семейств: мелководных Joeropsididae Nordenstam, 1933 и глубоководных Haploniscidae Hansen, 1916. В результате анализа признаков двух семейств исследователи пришли к выводу, что B. hikurangi занимает промежуточное положение между Joeropsididae и Haploniscidae. Новый вид, однако, не может быть помещён ни в одно из семейств из-за отсутствия важных определяющих синапоморфий каждого семейства.

## Распространение
Глубоководное плато Хикуранги на дне Тихого океана около Новой Зеландии (Hikurangi Plateau, вершина хребта Палмер, западная сторона небольшого двойного конуса к югу от подводной горы Палмер; 39°32.39′-32.291′ S, 178°30.747′-30.291′ W; 3183—2974 м).